# هايدك
هايدك (بالألمانية: Heideck) هي مدينة و بلدة ألمانية تقع في ألمانيا في ألبريشت ولهلم روث.